# Ralph Yarborough
Ralph Yarborough (Chandler, 1903. június 8. – Austin, 1996. január 27.) amerikai politikus, szenátor (Texas, 1957 – 1971). A Demokrata Párt tagja.

## Pályafutása
A West Point-i katonai akadémián tanult 1919–1920-ban, majd a Sam Houston State Teachers College hallgatója lett a texasi Huntsville-ben. Ezután három évig Henderson megyében tanító volt, majd egy évig Európában tanult külkereskedelmet és nemzetközi kapcsolatokat. 1923-tól három évig a texasi nemzeti gárdában szolgált. 1927-ben jogi végzettséget szerzett a Texasi Egyetem jogi karán. Miután ügyvédi szakvizsgát tett, El Pasóban magánpraxist folytatott. 1931-től 1934-ig helyettes főállamügyész (assistant attorney general) volt Texasban. 1935-ben a Texasi Egyetemen jogot tanított, majd 1936-tól 1941-ig bíró volt.
A második világháború során 1943-tól 1946-ig a hadsereg szárazföldi alakulatainál szolgált az európai hadszíntéren és Japánban. Alezredesként szerelt le.
A háború után visszatért Texasba. 1952-ben, 1954-ben és 1956-ban is sikertelen kísérletet tett arra, hogy pártja őt jelölje a kormányzóválasztáson. Amikor Price Daniel 1957-ben lemondott a szenátori posztjáról, az időközi választáson Yarborogh-t választották meg a washingtoni Szenátusba. 1958-ban és 1964-ben újraválasztották, de 1970-ben már nem sikerült megszereznie a választók bizalmát, így végül 1957. április 29-től 1971. január 3-ig képviselte államát Washingtonban.
A washingtoni évek után visszatért Texasba. 1972-ben még sikertelenül próbálkozott azzal, hogy ismét bejusson a szenátusba, majd 1973–74-ben a texasi alkotmány átdolgozására alakított bizottság tagja volt. Haláláig Austinban élt, ahol utolsó aktív éveiben ügyvédként dolgozott.